# 马塞洛·托尔夸托·德阿尔韦亚尔
马克西莫·马塞洛·托尔夸托·德阿尔韦亚尔·帕切科（1868年10月4日—1942年3月23日），阿根廷國務活動家、政治領袖，1922—1928年阿根廷总统。
阿尔维亚尔出身顯貴。早年求學於布宜諾斯艾利斯大學。